# Ordnance BL 12 inch railway howitzer
Il cannone ferroviario Mark V da 305 mm o da 12 pollici era un cannone britannico della prima guerra mondiale, montato su rotaie.
Per poter facilmente trasportare un cannone di tali dimensioni e calibro, l'idea fu quella di trasferire le armi su mezzi che viaggiassero su rotaie.
L'azienda britannica Vickers presentò un primo modello: Mark I. Successivamente seguirono altri modelli, come il Mark V, che fu utilizzato anche in Francia, per difendere il canale della Manica da una eventuale invasione tedesca, nel 1939.